# Скопление Альфы Персея
Скопление Альфы Персея, также известное как Melotte 20 и Collinder 39 — рассеянное звёздное скопление в созвездии Персея. Для невооружённого глаза скопление состоит из нескольких голубых звёзд спектрального класса B. Наиболее яркий объект — это желтовато-белый сверхгигант Мирфак, также известный как Альфа Персея, с видимой звёздной величиной 1,8. В число наиболее ярких звёзд скопления также входят δ, ε, ψ, 29, 30, 34 и 48 Персея. При помощи спутника Hipparcos и инфракрасной диаграммы цвет — звёздная величина было определено расстояние до скопления, которое составляет примерно 172 пк. Возраст скопления составляет примерно 50-70 миллионов лет.

## Наиболее яркие звёзды скопления
| Звезда         | Спектральный класс и класс светимости |
| -------------- | ------------------------------------- |
| α Per (33 Per) | F5Ib                                  |
| δ Per (39 Per) | B5III                                 |
| ε Per (45 Per) | B1V                                   |
| ψ Per          | B5Ve                                  |
| 29 Per         | B3V                                   |
| 30 Per         | B8V                                   |
| 34 Per         | B3V                                   |
| 48 Per         | B3Ve                                  |